# Hollywoodfruar
Hollywoodfruar (Hollywood Wives) är en roman från 1983 av Jackie Collins. Boken filmades som miniserie, producerad av Aaron Spelling. Det blev en av 1980-talets framgångsrikaste miniserier.  Boken har följts av en rad andra romaner som också utspelar sig i Hollywood, men med andra karaktärer. 

## Handling
Handlingen följer ett antal personer i Hollywood, filmstjärnor, hemmafruar, talangscouter och gigolos. Centralt i handlingen är förproduktionen av filmen Street People. Montana Gray som skrivit filmen försöker rollbesätta den. Ross Conti vill desperat ha huvudrollen och hans fru Elaine ställer till en stor fest i förhoppning att få agenten Sadie La Salle att hjälpa Ross att få rollen, som de inte vet erbjudits till George Lancaster. Ross har en affär med Elaines väninna Karen, och regissören Neil Gray är otrogen mot sin fru Montana med sexsymbolen Gina Germaine som också till varje pris vill vara med i filmen. Buddy Hudson är en ung skådespelare som återvänt till Hollywood med sin nya fru Angel och försöker få igång sin karriär. Han är dock oärlig mot Angel vilket leder till splittring i förhållandet Parallellt med detta utspelas också en mordhistoria. Den psykotiske mördaren Deke Andrews har i prologen mördat sin familj i Philadelphia och befinner sig på flykt medan polisen Leon Rosemont försöker få fast honom. 

## Karaktärer
- Elaine Conti från Brooklyn, numera Hollywoodfru, gift med filmstjärnan Ross Conti. Frustrerad i sitt äktenskap och ägnar sig tvångsmässigt åt snatteri.
- Ross Conti - filmstjärna med sin storhetstid bakom sig som desperat försöker få en nystart i sin karriär; han vill ha huvudrollen i filmen Street People. Har en affär med Karen Lancaster.
- Marilee Gray - väninna till Elaine. Tidigare gift med Neil Gray.
- Karen Lancaster - väninna till Elaine och dotter till filmstjärnan George Lancaster. Har en affär med Elaines make Ross.
- Neil Gray - filmregissör från England. Gift med Montana Gray. Har ett förhållande vid sidan av med Gina Germaine.
- Montana Gray - manusförfattare, gift med Neil. Har skrivit manus till, och håller på att rollbesätta, Street People som Neil ska regissera.
- Bibi Sutton - en av de mäktigaste i Hollywoods societet som sätter trender. Ursprungligen från Frankrike med ett förflutet som prostituerad. Gift med filmstjärnan Adam Sutton.
- Gina Germaine - filmstjärna och sexsymbol som är beredd att göra vad som helst för sin karriär. Har ett förhållande med Neil.
- Oliver Easterne - hänsynslös filmproducent. Producent till Street People.
- Sadie La Salle - mäktig talangscout som startat Ross Contis karriär men sedan blivit lämnad av honom.
- George Lancaster - pensionerad filmstjärna som erbjuds huvudroll i Street People. Far till Karen och gift med Pamela.
- Pamela Lancaster - en av USA:s rikaste kvinnor, gift med George.
- Buddy Hudson - ung och snygg skådespelare. Nygift med Angel. Försöker få fart på sin karriär och lägga sitt förflutna som gigolo bakom sig.
- Angel Hudson - Buddys unga och oskuldsfulla fru.
- Deke Andrews - psykotisk mördare från Philadelphia.
- Leon Rosemont - polis från Philadelphia som försöker få fast Deke.

## Filmatisering
Miniserien baserad på boken producerades av Aaron Spellings bolag och regisserades av Robert Day. Serien var tre avsnitt à 90 minuter och i rollerna syns Candice Bergen, Joanna Cassidy, Mary Crosby, Angie Dickinson, Steve Forrest, Anthony Hopkins, Andrew Stevens, Roddy McDowall, Stefanie Powers, Suzanne Somers, Robert Stack, Rod Steiger, Catherine Mary Stewart och Frances Bergen. Ledmotivet sjöngs av Laura Branigan.
Hollywoodfruar har släppts på DVD i Sverige men inte i USA.
Hollywood Wives: The New Generation har också filmats som TV-film (2003) och har släppts på DVD i flera länder.

## Uppföljare (fristående)
- Hollywoodmän (Hollywood Husbands, 1986) ISBN 91-37-09330-4
- Hollywood Kids (1994)
- Hollywoodfruar: den nya generationen (Hollywood Wives, the New Generation, 2001) ISBN 91-7002-164-3
- Hollywood Divorces (2003)